# Regulamento de Dublim

Estados que aplicam os instrumentos de Dublim
Regulamento de Dublim
Acordo UE-Dinamarca
Estados não-membros da UE com um acordo para aplicar as disposições

O Regulamento de Dublim (Regulamento (UE) n.º 604/2013; por vezes Regulamento de Dublim III; anteriormente Regulamento de Dublim II e Convenção de Dublim) é um regulamento da União Europeia (UE) que determina qual o estado-membro da UE que é obrigatoriamente responsável pela análise de uma candidatura de asilo, apresentada por candidatos que procuram proteção internacional sob a Convenção de Genebra e a Diretiva de Qualificação da UE, dentro da União Europeia.
O Regulamento de Dublim constitui uma parte fundamental do Sistema Europeu Comum de Asilo (SECA). Juntamente com o Regulamento Eurodac, que estabelece uma base de dados europeia de impressões digitais para entradas não autorizadas na UE, o Regulamento de Dublim constitui o Sistema de Dublim. O Regulamento de Dublim visa "determinar rapidamente o estado-membro responsável [por uma candidatura a asilo]" e prevê a transferência obrigatória de um candidato a asilo para esse estado-membro enquanto aguarda pelo resultado.
Um dos principais objetivos do Regulamento de Dublim é impedir que um candidato apresente pedidos em vários estados-membros. Outro objetivo é reduzir o número de candidatos a asilo "em órbita", que são transferidos de um estado-membro para outro. O país onde o candidato a asilo se candidata a asilo pela primeira vez é responsável por aceitar ou rejeitar a candidatura, estando o candidato proibido de reiniciar o processo noutra jurisdição sob pena de a candidatura ter de ser obrigatoriamente rejeitada de forma tácita, de modo a evitar o fenómeno ilegal designado por compras de asilo (asylum shopping). Assim, todos os estados-membros da UE signatários do Regulamento de Dublim são considerados países terceiros seguros (safe third country).
Como parte da terceira fase do SECA, o Regulamento de Dublim III começou a ser substituído pelo Regulamento de Gestão do Asilo e da Migração (RGAM) (Asylum and Migration Management Regulation, AMMR) em 2024.

## História
O regime de Dublim foi originalmente estabelecido pela Convenção de Dublim, que foi assinada em Dublim, Irlanda, em 15 de junho de 1990, e entrou em vigor em 1 de setembro de 1997 para os primeiros doze signatários (Bélgica, Dinamarca, França, Alemanha, Grécia, Irlanda, Itália, Luxemburgo, Países Baixos, Portugal, Espanha e Reino Unido), em 1 de outubro de 1997 para a Áustria e Suécia e em 1 de Janeiro de 1998 para a Finlândia. Embora a convenção só estivesse aberta à adesão dos estados-membros das Comunidades Europeias, a Noruega e a Islândia, estados não-membros, concluíram um acordo com a CE em 2001 para aplicar as disposições da Convenção nos seus territórios.

### Incorporação do quadro de Dublim no direito da UE
O Regulamento de Dublim II foi adotado em 2003, substituindo a Convenção de Dublim em todos os estados-membros da UE, exceto na Dinamarca, que tem a opção de derrogação (opt-out) dos regulamentos no âmbito do Espaço de liberdade, segurança e justiça (ELSJ). Em 2006 entrou em vigor um acordo com a Dinamarca sobre o alargamento da aplicação do regulamento à Dinamarca. Um protocolo separado também estendeu o acordo Islândia-Noruega à Dinamarca em 2006. As disposições do regulamento também foram estendidas por um tratado aos estados não-membros Suíça em 1 de março de 2008, que em 5 de junho de 2005 votou por 54,6% para o ratificar, e o Liechtenstein em 1 de abril de 2011. Um protocolo posterior tornou este acordo também aplicável à Dinamarca.

### Segunda fase do Sistema Europeu Comum de Asilo (SECA)
Em 3 de dezembro de 2008, a Comissão Europeia propôs alterações ao Regulamento de Dublim, criando uma oportunidade para a reforma do Sistema de Dublim. O Regulamento de Dublim III (n.º 604/2013) foi aprovado em junho de 2013, substituindo o Regulamento de Dublim II, e aplica-se a todos os estados-membros, exceto a Dinamarca. Entrou em vigor em 19 de julho de 2013. Baseia-se no mesmo princípio dos dois anteriores, p.e., que o primeiro estado-membro onde as impressões digitais são arquivadas ou onde é apresentado uma candidatura de asilo é responsável pela análise da candidatura de asilo de um candidato.
Em julho de 2017, o Tribunal de Justiça da União Europeia confirmou o Regulamento de Dublim, declarando que permanece em vigor apesar do alto fluxo de 2015, dando aos estados-membros da UE o direito de transferir os imigrantes para o primeiro país de entrada na UE.
A saída do Reino Unido da União Europeia entrou em vigor no final do período de transição do Brexit em 31 de dezembro de 2020, altura em que o Regulamento deixou de se aplicar ao mesmo.

### Regulamento de Gestão do Asilo e da Migração (RGAM)
O Regulamento de Dublim III começou a ser substituído por um Regulamento de Gestão do Asilo e da Migração (RGAM) (Asylum and Migration Management Regulation, AMMR), no âmbito da terceira fase do Sistema Europeu Comum de Asilo. O Conselho da Justiça e Assuntos Internos chegou a acordo sobre uma posição negocial com o Parlamento Europeu a 8 de junho de 2023. O Pacto foi adotado pelo Conselho Europeu a 14 de maio de 2024 e entrará em vigor dentro de dois anos, a partir de 2026. O Regulamento revisto aplica-se a todos os Estados-Membros da UE, exceto aqueles com cláusulas de derrogação (opt-out) no área de intervenção da legislação do ELSJ: Dinamarca e Irlanda. Posteriormente, a Dinamarca notificou a UE de que iria aplicar as alterações a 11 de junho de 2024, enquanto o pedido da Irlanda de adesão às alterações foi formalmente aprovado pela Comissão em julho de 2024.
Um ponto fundamental para o Regulamento de Gestão do Asilo e da Migração (RGAM) é a instituição de um novo mecanismo de solidariedade entre os Estados-Membros. A solidariedade pode assumir a forma de recolocação de migrantes, de contribuições financeiras, de mobilização de pessoal ou de medidas centradas no reforço de capacidades. A solidariedade será obrigatória para os Estados-Membros, mas a forma de solidariedade fica ao critério dos próprios Estados-Membros. Por cada recolocação, os Estados-Membros podem, em vez disso, optar por efetuar uma contribuição financeira de 20 000 Euros. As regras atualizadas sobre a solidariedade combinam a solidariedade obrigatória para ajudar os Estados-Membros a lidar com um fluxo migratório significativo com opções adaptáveis de contribuições. Estas contribuições dos Estados-Membros podem incluir a recolocação de indivíduos, apoio financeiro ou, mediante acordo com o Estado destinatário, medidas alternativas de solidariedade (como o fornecimento de agentes da guarda fronteiriça ou a ajuda no fornecimento das instalações dos centros de detenção e retorno).

## Criticismo
De acordo com o Conselho Europeu para os Refugiados e Exilados (ECRE) e o ACNUR, o sistema de Dublim atual falha por aumentar as pressões sobre as regiões de fronteira externa da UE, por onde a maioria dos candidatos a asilo entram na UE e onde os estados-membros são muitas vezes assoberbados com um alto número de candidaturas de asilo e encontram-se em condições económico-financeiras menos capazes de oferecer apoio e proteção aos candidatos a asilo.

## Regulamento de Dublim e a Crise europeia dos refugiados
Por volta de 23 de junho de 2015, durante a crise europeia de refugiados e imigrantes, a Hungria considerou estar sobrecarregada com candidaturas de asilo depois de receber 60.000 imigrantes ilegais naquele ano e anunciou que nem receberia mais candidatos a asilo que cruzassem as suas fronteiras para atravessar para outros estados-membros da UE nem estes ficariam lá internados sob custódia, como deveria ocorrer de acordo com o Regulamento de Dublim, devido a "razões técnicas" não especificadas, praticamente retirando-se assim deste Regulamento de Dublim. Em 24 de agosto de 2015, a Alemanha decidiu, portanto, fazer um uso excecional da "cláusula de soberania" para processar as candidaturas de asilo dos sírios, pelas quais não seria responsável segundo os critérios do regulamento. Em 2 de setembro de 2015, a Chéquia também decidiu oferecer aos refugiados sírios que já se tinham candidatado a asilo noutros estados-membros da UE e que tinham chegado ao país, a possibilidade de que a sua candidatura fosse excecionalmente processada na Chéquia (ou seja, podendo obter asilo na Chéquia) ou de que continuassem a sua viagem para outro país.
Estados como a Hungria, a Eslováquia e a Polónia também manifestaram oficialmente a sua oposição a qualquer possível revisão ou alargamento do Regulamento de Dublim, referindo-se especificamente à eventual introdução de novas quotas obrigatórias ou permanentes para medidas de solidariedade.
Em abril de 2018, numa reunião pública do Comité do Interior do Bundestag alemão, a perita Kay Hailbronner, questionada sobre um futuro sistema de asilo europeu, descreveu o estado atual do Regulamento de Dublim como disfuncional. Hailbronner concluiu que, uma vez alcançado o território da UE, o ato de viajar para um outro destino mais desejado na UE, onde as probabilidades de obter o estatuto de refugiado fossem mais facilitadas e onde fossem esperadas melhores condições de vida, era infelizmente uma prática comum. As sanções para tais viagens ilegais à luz do Regulamento de Dublim são praticamente inexistentes. Mesmo que o candidato a asilo já tivesse sido deportado, um regresso ao estado-membro mais desejado em violação dos critérios do Regulamento de Dublim poderia ser facilmente organizado, praticamente sem nenhum impedimento por parte das autoridades nacionais.
Em 2019, os Estados-Membros da União Europeia (UE) enviaram 142.494 pedidos de transferência da responsabilidade de análise de pedidos de asilo e implementaram efetivamente 23.737 transferências de saída para outros Estados-Membros. Os maiores números de pedidos de saída através do procedimento de Dublim foram enviados pela Alemanha (48.844) e França (48.321), cada um representando cerca de um terço do número total de pedidos de saída registados em 2019. Seguiram-se a Bélgica (11.882) e os Países Baixos (9.267). Estes quatro Estados-Membros, em conjunto, enviaram mais de quatro quintos (83%) de todos os pedidos de saída em 2019.
Em setembro de 2024, com cerca de 242.000 migrantes obrigados a abandonar o país, o governo da Alemanha anunciou a reintrodução dos controlos fronteiriços nos seus vizinhos europeus, numa tentativa de impedir a entrada de recém-chegados. Nathan Giwerzew descreveu a regulamentação de Dublim III neste contexto como "disfuncional" — os migrantes que chegam à Europa não são geralmente registados pelo país em que chegam primeiro e são simplesmente libertados para a Alemanha. E sem registo prévio, não podem ser devolvidos. Dos 128.000 migrantes capturados pela Polícia Alemã perto das fronteiras em 2023, apenas 7,9% tinham sido registados anteriormente por outro país europeu e as impressões digitais dos restantes não puderam ser encontradas na base de dados Eurodac. A tentativa do governo alemão de devolver os requerentes de asilo aos vizinhos europeus, cujo território os migrantes atravessaram para entrar na Alemanha, foi declarada ilegal pelo Tribunal Administrativo de Berlim (Verwaltungsgericht Berlin) a 2 de junho de 2025. Três imigrantes somalis, que tinham sido enviados de volta para a Polónia após terem atravessado a fronteira para a Alemanha em Frankfurt (Oder) em maio de 2025, apresentaram um recurso urgente com a ajuda de ativistas do Pro Asyl.